# Château de l'Oisellerie
Le château de l'Oisellerie est situé sur la commune de La Couronne, près d'Angoulême dans le département français de la Charente. Datant des XVIe et XVIIe siècles, il abrite maintenant le lycée agricole de l'Oisellerie et le Centre départemental de documentation pédagogique (Éducation Nationale).

## Historique
En 1267, le comte d'Angoulême cède le domaine à l'abbaye de La Couronne. Son nom viendrait d'une fauconnerie installée là. En effet, ce fief des abbés était à mi-chemin entre l'abbaye et la forêt des Moines qui couvrait tout le nord de la commune de La Couronne et appartenait à l'abbaye.
La construction du château débute en 1498 avec ce qui est, maintenant, une aile au pignon orné de gargouilles et crochets de style gothique, avec au milieu de la façade, la tourelle carrée contenant l'escalier à vis. Elle est entreprise par Arnauld Calluaud, échevin d'Angoulême, du temps de Louise de Savoie, comtesse d'Angoulême et mère du roi François Ier. Arnaud eut trois fils, Guillaume, André et Jean. Guillaume devint procureur général de François Ier et Jean, évêque de Senlis et abbé de La Couronne, agrandit et embellit le château. Il l'augmenta d'un corps de logis et de la tour ronde.
En 1526, François Ier de retour d'Espagne où il était prisonnier, vint se reposer dans sa province d'Angoumois et séjourna dans le château. Lors d'une chasse au cerf, il se cassa un bras.
Jean Calluaud, ruiné, surtout par un litige avec l'abbaye de La Couronne, vendit le château, en 1678, à Jean de Tiers, sieur de La Rochette, puis le 12 février 1691 à François Maulde, conseiller au présidial d'Angoulême pour la somme de 25 000 livres. La famille Maulde le gardera deux siècles.
Vers 1900 s'installe une école d'agriculture ensuite transformée en un lycée agricole.
Depuis 1989, le château appartient au Conseil général. Celui-ci décide d'y faire installer une médiathèque du Centre départemental de documentation pédagogique de la Charente.
Le château est classé monument historique en 1911.

## Architecture
Deux tourelles forment les angles de la cour primitive ; elles ont retrouvé leurs toits à poivrière et l'une est prise dans les communs. Le portail d'entrée présente une porte piétonne et une porte cavalière surmontées de merlons et de créneaux. Le corps de logis est situé dans la cour.
Le premier château qui constitue l'aile ouest (1517) est un bâtiment à étage, au toit pentu recouvert de tuiles plates ; une tourelle carrée qui contient l'escalier à vis présente des créneaux plus tardifs.
Un pavillon carré a été construit plus tard, par lequel s'opère la jonction avec l'autre aile, par un grand degré. Sa haute silhouette l'a fait appeler, aux XVIIe et XVIIIe siècles le « donjon ».
La grande aile nord, la grosse tour cylindrique et le pavillon rectangulaire sont du troisième quart du XVIe siècle. Une galerie, construite autour de 1600, permet de joindre les deux corps de logis.
Certains des toits sont couverts de tuiles plates, d'autres d'ardoises.
L'aménagement intérieur a été largement repris dans les années 1754-59, par la famille Malaude, pour adapter la demeure aux nouvelles exigences de confort.
Le cadran solaire, datant du XVIIe ou XVIIIIe siècle, fait l’objet d’un classement au titre objet des monuments historiques.

Château de l'Oisellerie
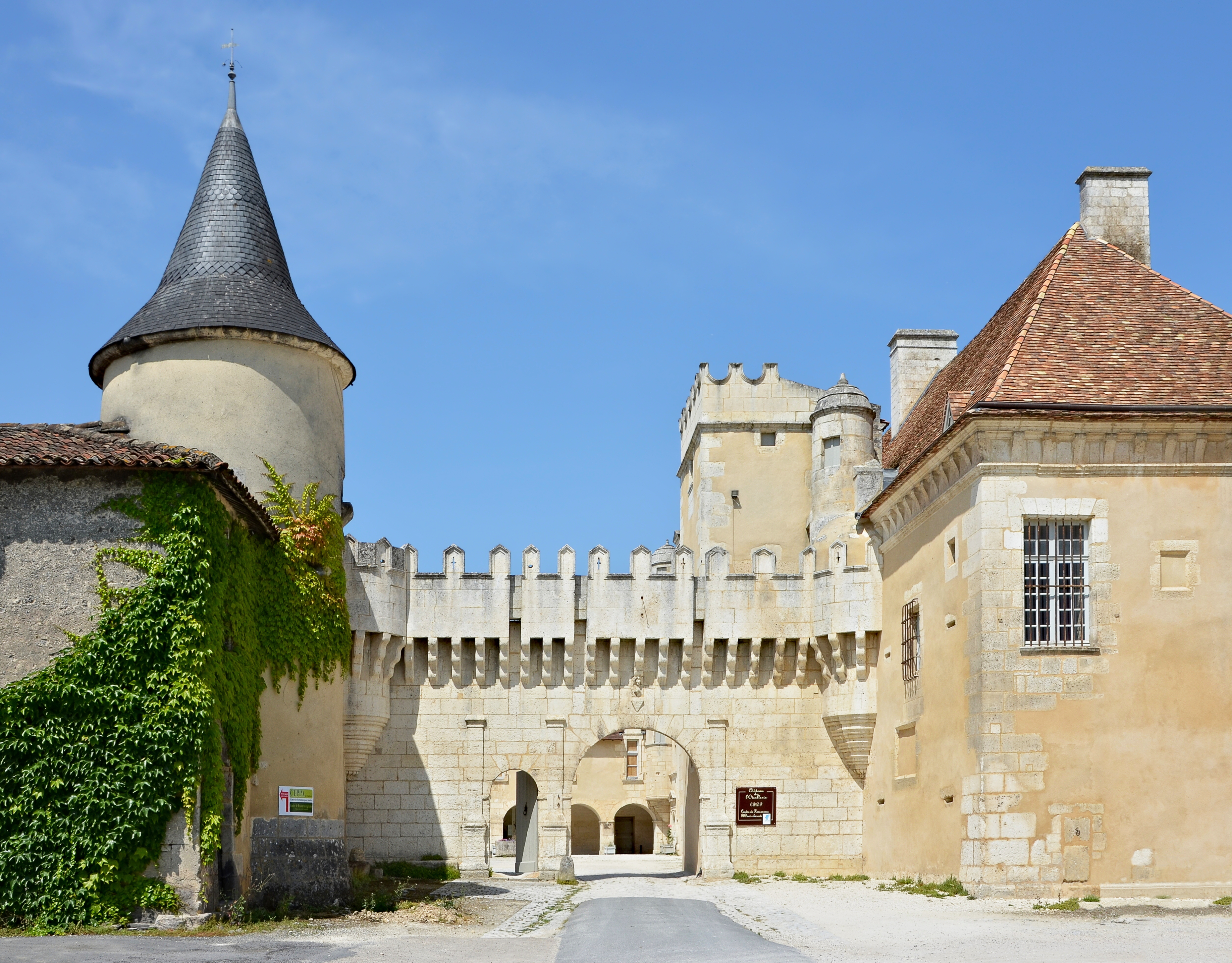
Entrée et tours.
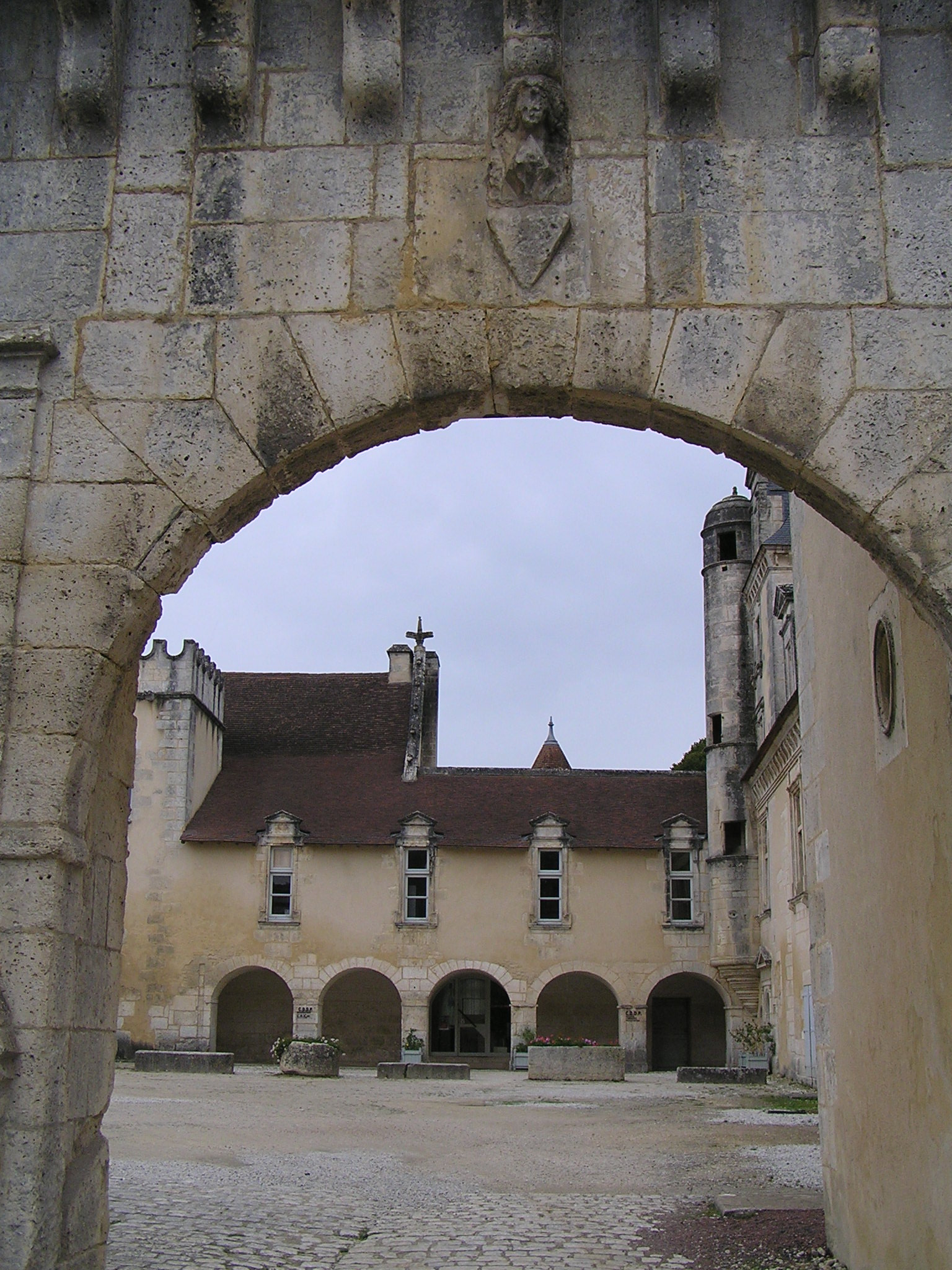
Entrée.
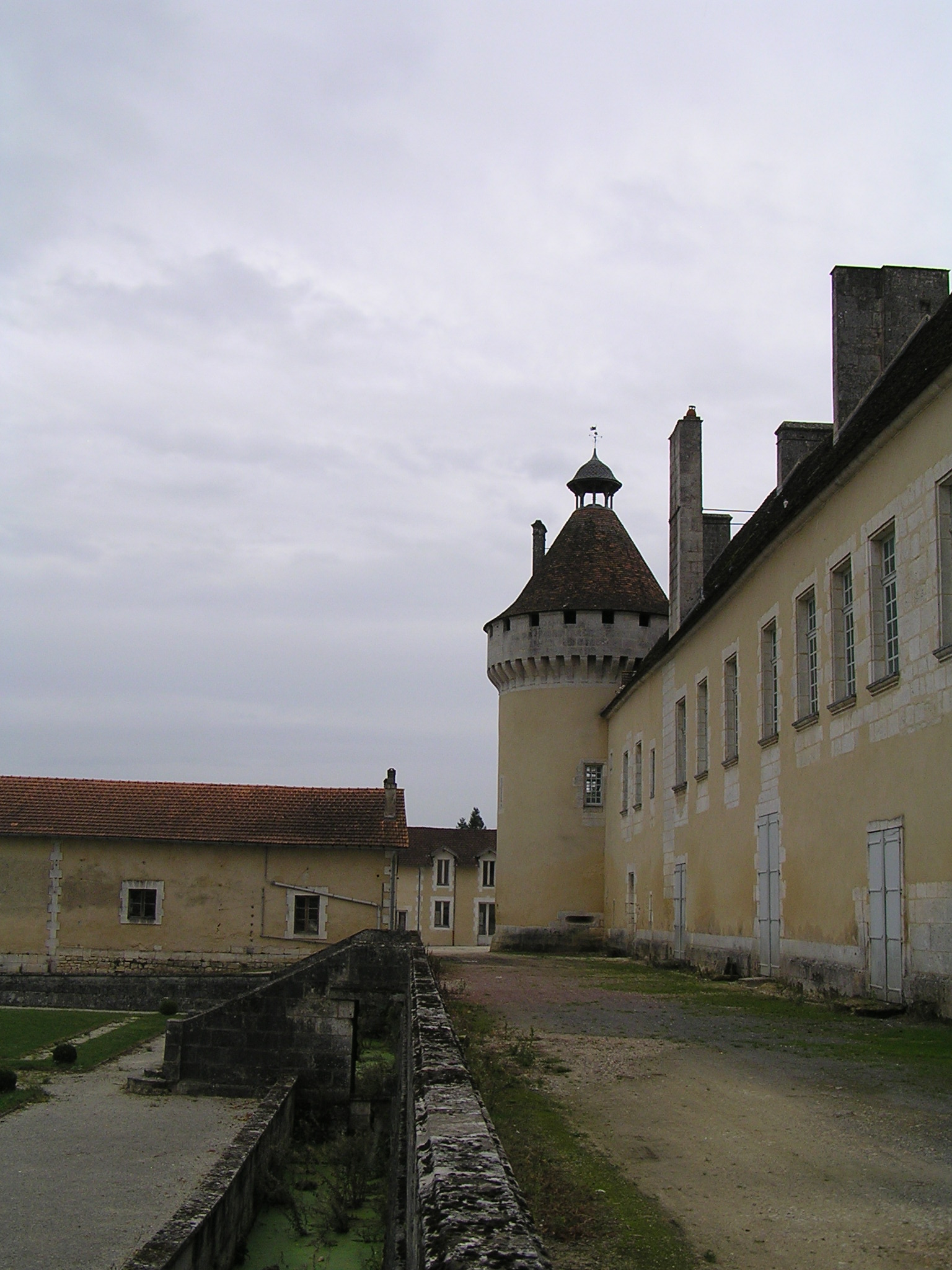
Douves.
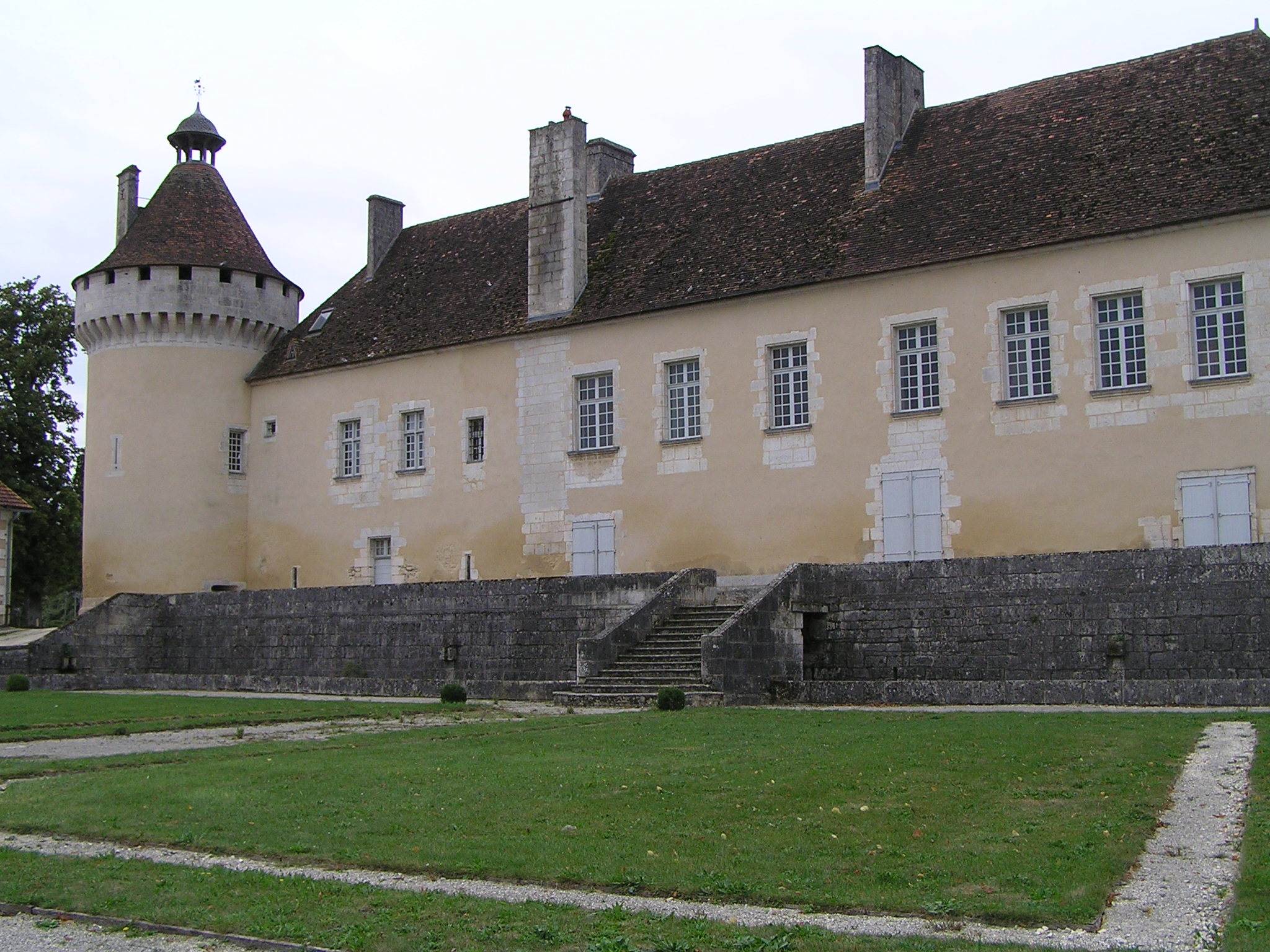
Façade sur jardin.
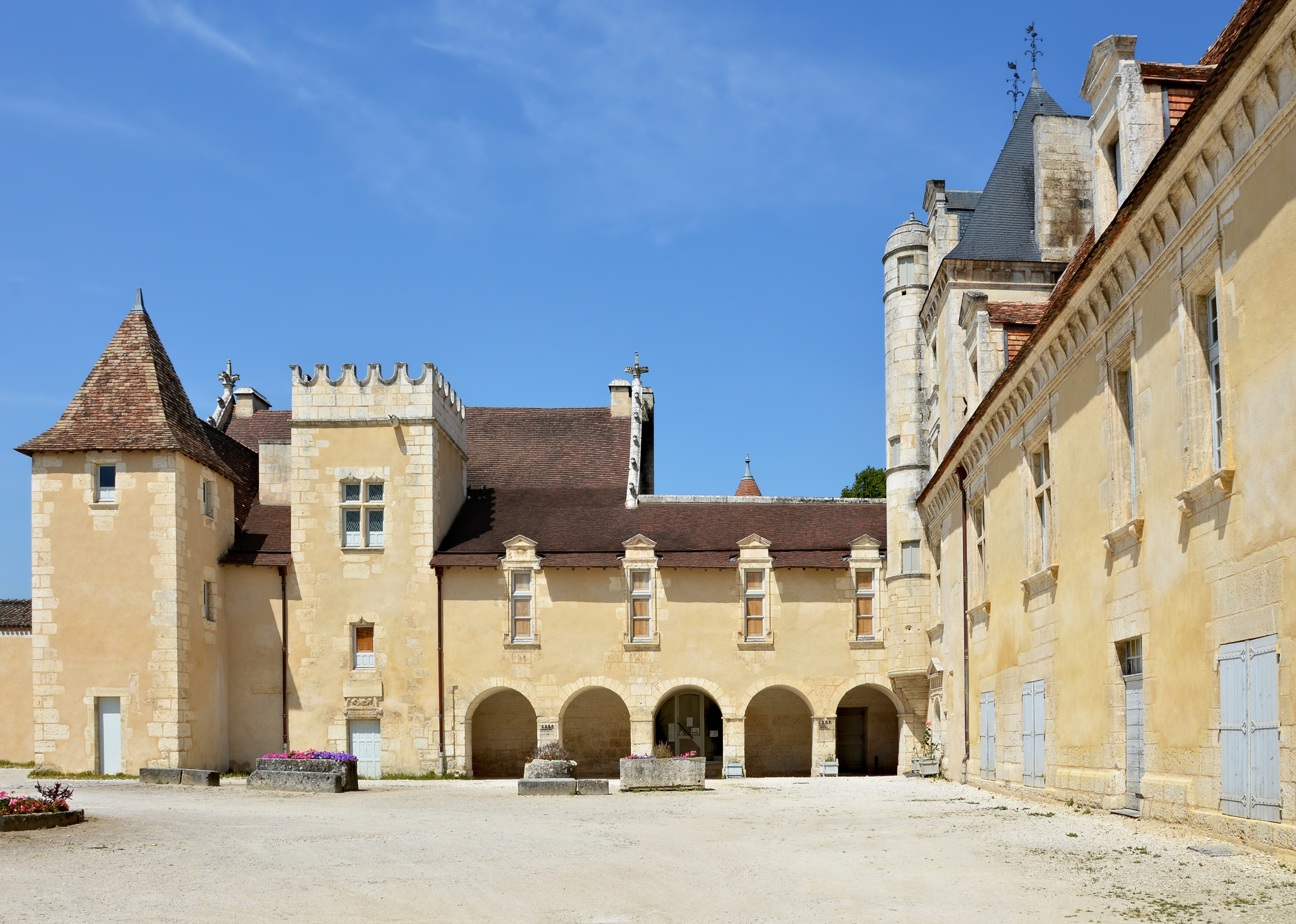
Cour intérieure (vue partielle).